# 東総有料道路
東総有料道路（とうそうゆうりょうどうろ）は、千葉県成田市から香取市までを結ぶ、かつて千葉県道路公社が管理していた一般有料道路である。通称、東総有料。また、東関東自動車道 大栄インターチェンジ周辺と旭市や九十九里浜を結ぶアクセス道路として知られている。
2018年4月21日に無料開放された。主要地方道の一つである千葉県道70号大栄栗源干潟線の一部である。また無料化に伴い、香取市高萩にあった高萩休憩所も営業終了となった。

## 概要
- 起点：千葉県成田市所
- 終点：千葉県香取市大角
- 全長：11.4 km[1]
- 車線数：2車線
- 車線幅員：3.25 m
- 設計速度：60 km/h
- 事業費：約27億円
- 償還完了：2018年4月20日

## 有料道路時代の通行料金
- 普通車：210円
- 大型車（1）：330円
- 大型車（2）：750円
- 軽車両等：20円

香取市福田地点に料金所が設置されており、無人で自動収受機が設置されていた。小銭は料金箱に投げ入れるようにされており、料金投入が確認されるとバーが開く仕組みになっていた。
なお、本道路はIC以外でも他道路との交差点が多く存在しており、料金所を通らない利用での通行料金は不要であった。

## 沿革
- 1986年（昭和61年）7月1日：着工
- 1988年（昭和63年）4月21日：供用開始[2]
- 2015年（平成27年）7月1日：夏季限定で無料開放を実施（- 9月30日まで）[1]。
- 2018年（平成30年）4月21日：料金徴収期間満了により無料開放されるとともに、道路管理者が千葉県道路公社から千葉県に変更される[3]。これに伴い、高萩休憩所の営業を終了。

## 交差する道路
- 国道51号（千葉県成田市）
- 千葉県道16号佐原八日市場線、千葉県道44号成田小見川鹿島港線（千葉県香取市、助沢IC）
- 千葉県道56号佐原椿海線（千葉県香取市）